# Eparchie sinťiangská
Eparchie Sin-ťiang je eparchie čínské pravoslavné církve.

## Historie
Roku 1850 oznámil v Tomsku kupec Porfirij Ufimcev představenému Guslického monastýru, že se během svých četných obchodních cest do Kuldži setkal s mnoha křesťani, kteří tvrdili, že jsou původem Rusové. Jednalo se o potomky zajatců z Albazinu. Poté, co se potomci Albazinců sblížili s jedinými křesťany v Kuldže – katolíky, začali chodit na katolické bohoslužby.
Představený monastýru Parfenij (Agejev) tuto zprávu uvedl v dopise moskevskému metropolitovi Filaretu (Drozdovi). Ten předal dopis oberprokurátorovi Nejsvětějšího synodu hraběti Nikolaji Protasovi. Oberprokurátor podal zprávu o dopisu caru Mikuláši I. a ten ji předal Státní radě Ruského impéria, která rozhodla připojit Semirečenskou oblast sousedící s Čínou k Rusku a otevřít konzulát v Kuldže a Tačengu.
Prvními ruskými konzuly Sin-ťiangu byli členové Ruské duchovní misie v Pekingu; Ivan Zacharov (Kuldža) a Alexandr Tatarinov (Tačeng). Od té doby se v těchto místech začíná šířit pravoslaví.
Roku 1871 připojilo Rusko ke svému území velkou část Západního Turkestánu. Politické a vojenské okolnosti v oblasti Turkestánu přiměly ruskou vládu k obsazení Kuldžského chanátu. Nebyl však zcela připojen k Rusku ale brzy přešel pod ochranu Číny.
Ruská populace v Kuldže čítala 2000 lidí. Věřící tvořili jedinou pravoslavnou farnost v Kuldže. První chrám byl dočasný a nacházel se v jedné z čínských budov. Chrám byl zasvěcen svatému proroku Eliášovi a byl součástí tomské eparchie.
Dne 1. května 1871 byla zřízena turkestánská eparchie a farnost v Kuldže přešla pod její jurisdikci.
S nárůstem počtu Rusů v Kuldže bylo potřeba postavit nový chrám, který byl vysvěcen 17. března 1877. Následně vznikaly další farnosti.
Roku 1934 byl zřízen sinťiangský vikariát pekingské eparchie. Biskupem vikariátu se stal Juvenalij (Kilin), který kvůli vojenským akcím Japonska nemohl odcestovat do Sin-ťiangu, a proto byl přeložen do Cicikaru. Vikariát se stal později samostatnou eparchií. Roku 1946 byla včleněna do Východoasijského exarchátu.
Během kulturní revoluce byl církevní život potlačován.
Dne 17. července 2002 byla církevní správa v oblasti Sin-ťiangu dočasně svěřena biskupu astanskému a almatskému.

## Seznam biskupů
- 1935–1941 Juvenalij (Kilin)
  - 2002–2002 Alexij (Kutěpov) dočasný správce
  - 2002–2003 Jelevferij (Kozorez) dočasný správce
  - 2003–2010 Mefodij (Němcov) dočasný správce
  - od 2010 Alexandr (Mogiljov) dočasný správce